# Birgit Dressel
Birgit Dressel (* 4. Mai 1960 in Bremen; † 10. April 1987 in Mainz) war eine deutsche Leichtathletin im Siebenkampf. Sie starb im Alter von 26 Jahren an einem durch Doping ausgelösten Multiorganversagen. Ihr früher Tod führte in der Bundesrepublik zu einer medialen Debatte über die Gefährlichkeit der im Leistungssport üblichen Dopingpraxis, wodurch erstmals auch größere Teile der Öffentlichkeit davon Kenntnis bekamen. Die Umstände von Dressels Tod gelten als eine der größten Tragödien des deutschen Sports und als herausragendes Beispiel für die Vertuschung und Verdrängung von Doping. Die schleppende Aufarbeitung und die Tatsache, dass keiner der Verantwortlichen dafür zur Rechenschaft gezogen wurde, sind bis heute wiederholt Gegenstand der Kritik.

## Leben
Birgit Dressel war die Tochter von Hermann Dressel († 2010), einem Bremer Reedereikaufmann und Handballspieler, der zu seiner aktiven Zeit dem B-Kader der Nationalmannschaft angehörte und sich im Bremer Leichtathletik-Verband ehrenamtlich engagierte. Ihre Mutter Lisa Dressel († 1997) war eine Korbballspielerin. Birgit Dressel betrieb zunächst in der LG Bremen-Ost Leichtathletik, wo sie noch heute im Jugend- und Frauenbereich in verschiedenen Einzeldisziplinen mehrere Landesrekorde hält (Stand 08/21).
Im Junioren-Länderwettkampf Polen-Großbritannien-Bundesrepublik Deutschland 1976 mit je drei Athleten startete Dressel erstmals im Nationaltrikot. 1977 war sie neben Holger Marten und Andre Cords eine von drei Kadern des Deutschen Leichtathletik-Verbandes und wurde im folgenden Jahr Deutsche Jugend-Hallenmeisterin im Hochsprung in Sindelfingen und im Juli des Jahres in Göttingen mit 1,84 m Deutsche Jugendmeisterin. 1979 wurde Birgit Dressel Deutsche Juniorenmeisterin im Hochsprung.
Anfang der 1980er Jahre ging Dressel nach Mainz, um an der dortigen Universität ein Sportstudium aufzunehmen. Fortan startete sie für den USC Mainz. Bei den Deutschen Leichtathletik-Meisterschaften 1982 belegte sie im Mehrkampf der Damen den dritten Platz, bei den Hallen-Meisterschaften 1983 im Hochsprung den zweiten Platz.
Während der vom Ostblockboykott betroffenen 23. Olympischen Sommerspiele 1984 in Los Angeles erreichte sie als drittbeste Deutsche den neunten Platz im Siebenkampf. Bei den Europameisterschaften 1986 in Stuttgart belegte sie im Siebenkampf mit 6487 Punkten den vierten Platz, wobei sie im Hochsprung 1,92 m absolvierte. Beim Deutschlandpokal 1986 startete sie für den USC Mainz und löschte im Dreikampf – 100-Meter-Lauf, Weitsprung und Kugelstoßen – mit 2627 Punkten den deutschen Rekord, der bis dahin von Heide Ecker-Rosendahl gehalten wurde. Mit 6201 Punkten hielt sie 1987 die DLV-Jahresbestleistung im Siebenkampf.
In ihrer zehnjährigen Sportlerkarriere erreichte Dressel fünf ADH-Titel und wurde vier Mal Deutsche Meisterin. Sie startete bei den Olympischen Sommerspielen 1984 und den Europameisterschaften 1986 und war Universiade-Teilnehmerin 1981, 1983 und 1985.
Im Frühjahr 1987 starb Birgit Dressel 26-jährig nach plötzlich einsetzendem Multiorganversagen als Folge eines Kreislaufschocks. Ursache war eine Schmerzmittel-Überdosierung, mit der eine schmerzhafte Muskelverhärtung als vermutliche Nebenwirkung von Anabolika-Doping behandelt werden sollte. Der Doping-Experte Werner Franke sagte später dazu, dass Dressels Tod vermutlich zu verhindern gewesen wäre, wenn die behandelnden Ärzte gewusst hätten, dass sie Anabolika-Präparate eingenommen hätte. DOSB-Präsident Alfons Hörmann bezeichnete Dressels Tod im Jahr 2017 als „eine der größten Tragödien des deutschen Sports“.
Birgit Dressel fand ihre letzte Ruhestätte auf dem Hauptfriedhof Mainz.

## Todesumstände
Am 8. April 1987 fühlte Birgit Dressel beim Kugelstoß-Training Schmerzen in der linken Hüfte und im Gesäß. Der erstbehandelnde Arzt, ein Orthopäde, spritzte ihr das Lokalanästhetikum Xylonest und das Schmerzmittel Voltaren. Am nächsten Nachmittag nahmen die Schmerzen zu und der Arzt gab ihr zwei Injektionen: höherdosiertes Voltaren sowie das Metamizol-Präparat Baralgin. Für zu Hause erhielt sie den Thrombozytenaggregationshemmer Godamed (ASS), Tranquase-5 (Diazepam) und Optipyrin-Zäpfchen (Paracetamol, Codein). Wegen starker Schmerzen nahm sie 10 bis 15 Godamed-Tabletten ein. Sie konsultierte zwei weitere Ärzte, die ihr ASS, Heparin-Crème und Eiswürfel verordneten.
Am Morgen des 10. April suchte sie der Orthopäde auf, diagnostizierte eine Nierenkolik und spritzte ihr Attritin. Sie wurde in das Mainzer Uni-Klinikum eingeliefert und zwei weitere Ärzte verabreichten ihr intravenös Buscopan. Am Nachmittag wurde Dressel in die Unfallchirurgie verlegt und vier weitere Ärzte legten ihr einen Venentropf Buscopan, gelöst in Sterofundin. Sie vermuteten einen Wirbelsäulenschaden. Drei weitere Ärzte erschienen, während Dressel über großen Durst klagte und sich ihre Lippen und Fingernägel blau verfärbten. Zwei Nervenspezialisten wurden hinzugezogen, als ihr Herz raste und sich die Atmung beschleunigte.
Ein siebenköpfiges Unfall-Ärzteteam erschien, Dressel bewegte die Arme und öffnete letztmals die Augen. Sie erhielt eine Sauerstoffmaske, wurde am Abend auf die Intensivstation verlegt und es wurde, erstmals richtig, eine toxische Reaktion diagnostiziert. Die beiden letzten Ärzte verabreichten ihr vier Bluttransfusionen, hohe Dosen endogener Hormone und zuletzt Bicarbonat, um ihren azidotischen Stoffwechsel auszubalancieren. Drei Stunden nach Aufnahme in die Intensivstation starb Birgit Dressel.
Zur Todesursache wurde ermittelt, dass Dressel seit 1981 Patientin des Freiburger Sportmediziners Armin Klümper war und zuletzt in 16 Monaten etwa 400 Spritzen erhalten hatte. Sie erhielt das Anabolikum Stromba und nahm am Schluss die Höchstdosis von sechs Tabletten wöchentlich ein. Außerdem erhielt sie das Dopingmittel Megagrisevit. Im Februar 1987 hatte ihr Klümper 15 verschiedene Arzneimittel gespritzt, darunter tierische Zellpräparate, die zu Dauerimmunreaktionen des Körpers führten. Dressel nahm 20 verschiedene Präparate von drei Ärzten ein.
Dressel hinterließ ihren Lebensgefährten Thomas Kohlbacher, der auch ihr Trainer war. Kohlbacher wollte 1995 keine Auskunft darüber geben, ob er vom Doping Dressels gewusst habe, weil er sich nicht selbst belasten wollte.

## Aufarbeitung des Todesfalles

### Unmittelbare Reaktionen zum Tod
Zwei Wochen nach dem Tod der Sportlerin zog das Bundesgesundheitsamt die Zulassung von 26 Schmerzmitteln zurück und veranlasste später, die Zulassung aller injizierbaren Arzneimittel der Zellulartherapie ruhen zu lassen. Aufkommende Dopinggerüchte erwiderte Dressels betreuender Sportmediziner Armin Klümper mit Schuldzuweisungen in Richtung der behandelnden Ärzte der Uniklinik Mainz, die von den Medien bereitwillig kolportiert wurden. Öffentlich abgegebene Ehrenerklärungen zu Gunsten Birgit Dressels seitens ihrer Eltern, der Athleten und führender Sportfunktionäre entsprachen der zunächst vorherrschenden Meinung eines bedauerlichen Einzelfalls in Form eines Allergieschocks, der nicht auf den Einsatz verbotener Mittel im Leistungssport zurückzuführen war. Drei Monate später wurden Ermittlungen der Staatsanwaltschaft Mainz eingestellt, ohne den Ärzten ein schuldhaftes oder fahrlässiges Verhalten nachweisen zu können. Die Todesursache wurde laut eines gerichtsmedizinischen Gutachtens auf einen toxisch-allergischen Schock aufgrund einer Überdosis Metamizol zurückgeführt.
Fünf Monate nach Dressels Tod änderte sich das öffentliche Klima, als Der Spiegel aus dem bis dahin unter Verschluss gehaltenen Gutachten zitierte, das von Birgit Dressel das Bild einer chronisch kranken und mit Hunderten von Arzneimitteln vollgepumpten jungen Sportlerin zeichnete. Obwohl die Presse nun den Leistungssport und dessen sportmedizinische Betreuung zunehmend kritischer bewertete, entzündeten sich die Debatten vorrangig an der Person Klümper, der von bundesdeutschen Athleten als „Guru“ verehrt und dessen verordnete Dauermedikation im Gutachten als zusammenhängend mit Dressels toxischem Schock dargestellt wurde. Um der zunehmenden Verunsicherung zahlreicher Hochleistungssportler zu begegnen und einen generellen Reputationsverlust für ihre Branche zu vermeiden, beharrten führende Sportmediziner auf der Einzelfallthese im Fall Dressels und stellten Klümper als Opfer einer Kampagne dar. Im Gegensatz zu Kritikern von Klümpers Behandlungsmethoden fanden die Befürworter breite Unterstützung von allerhöchster Stelle der bundesdeutschen Sportführung um NOK-Präsident Willi Daume, BAL-Vorsitzenden Helmut Meyer und Emil Beck, Chef der Trainerkommission des DSB. Bereits zum Zeitpunkt des Falls Dressel war im bundesdeutschen Spitzensport die von internationaler Seite geforderte Einführung von Dopingkontrollen im Training kontrovers diskutiert worden. Indem die sportärztliche Verantwortung für Dressels Tod geleugnet wurde, konnte er nun zum Anlass genommen werden, anstatt der Trainingskontrollen im Namen der Doping-Prävention eine Intensivierung der sportmedizinischen Betreuung für die Athleten zu fordern, auch um ähnlich gelagerte Unglücksfälle in Zukunft auszuschließen. Getreu der Doktrin von der Autonomie des Sports übernahm die Bundesregierung die Positionen der Sportverbände, Interventionen seitens der Bundespolitik blieben aus.

### Zusammenfassung und Kritik
Der Tod Birgit Dressels wurde unzureichend aufgearbeitet, es kam zu einem „multiinstitutionellen Versagen“. Zwei Strafanzeigen wegen fahrlässiger Tötung und fahrlässiger Körperverletzung wurden ergebnislos eingestellt. Die Staatsanwaltschaft Mainz kooperierte offenbar nicht mit der Staatsanwaltschaft Freiburg, die zur selben Zeit eine Klage gegen Klümper in Freiburg u. a. wegen Rezeptbetrugs im großen Stil vorbereitete. Die zuständige Krankenkasse machte trotz Nachfragen des Juristen Joachim Linck und des Sportphysiologen Hans-Volkhart Ulmer keine Anstalten, die Rezeptierungspraktiken Klümpers oder auch anderer Ärzte kritisch zu überprüfen. 2012 endeten die letzten Untersuchungen ohne einen Prozess.
2017 sprach Die Welt anlässlich von Dressels 30. Todestag davon, dass Birgit Dressel für eine Ära stehe, in der „die Bundesrepublik der DDR an Skrupellosigkeit in nichts nachstand“. Clemens Prokop, seinerzeit Präsident des Deutschen Leichtathletik-Verbandes, sagte, dass Dressel Opfer unverantwortlicher medizinischer Praktiken geworden sei. Doping-Experte Fritz Sörgel bezeichnete Dressels Tod als „eine Folge des massiven Gebrauchs und Missbrauchs aller möglichen Stoffe. Von harmlosen Nahrungsergänzungsmitteln bis zu Dopingmitteln in Höchstdosen“. Dass niemand jemals für Dressels Tod zur Verantwortung gezogen wurde, nannte DOSB-Präsident Alfons Hörmann „eine bittere und typische Erkenntnis aus dieser Zeit“. Die Anti-Doping-Aktivistin Brigitte Berendonk schrieb dazu, dass die deutschen Leichtathleten und der DLV Birgit Dressels Tod sowie das dabei amtlich dokumentierte und bekanntgewordene Anabolikadoping „erstaunlich schnell verdrängt“ und „gewissermaßen als persönlich-peinlichen Einzelfall zu den Akten gelegt“ hätten. Die detaillierte Dokumentation von Dressels Dopingkonsum nannte Berendonk die Folge einer bedauerlichen „Zufallskontrolle“ durch den Tod. Für den Doping-Experten Gerhard Treutlein ist Dressels Tod ohne langanhaltende und abschreckende Wirkung geblieben. Anstatt zu einem Mahnmal gegen Doping wurde ihr Tod „zu einem Mahnmal für die Scheinheiligkeit des Systems und der relevanten Handelnden.“

## Film
- Dernier stade (deutsch „Zielgerade“). Frankreich, Belgien, Schweiz, Deutschland 1994. Regie: Christian Zerbib.[18]
- Tod für Olympia – Der Fall Birgit Dressel, dreiteilige ARD-Doku-Serie (2024). In fiktionalen Szenen spielt Luise Großmann die Athletin (Buch und Regie Nils Loof). Produktion im Auftrag von Radio Bremen und dem SWR für die ARD.
  - Die Athletin und der Wunderarzt (1/3) in der ARD-Mediathek. Video (38 Min.), abrufbar bis 6. Juni 2026
  - Der Kampf ums Überleben (2/3) in der ARD-Mediathek. Video (25 Min.), abrufbar bis 6. Juni 2026
  - Das Dopingopfer? (3/3) in der ARD-Mediathek. Video (34 Min.), abrufbar bis 6. Juni 2026